# عملية بلاكستون
عملية بلاكستون هي عملية إنزال كبيرة قامت بها الولايات المتحدة الأمريكية خلال الحرب العالمية الثانية بالمغرب، وهي كانت جزءاً من عملية عسكرية أكبر، اطلق عليها عملية الشعلة، قام بها الحلفاء في شمال إفريقيا، من أجل حصر النفوذ الألماني وإنهاء سيطرة حكومة فيشي على المغرب والجزائر.
كانت تهدف في بدايتها إلى سيطرة القوات الأمريكية على ميناء آسفي، الذي تديره حكومة فيشي الفرنسية في المغرب الفرنسي، ومن ثم البدء في عملية للسيطرة على مدينة الدار البيضاء، كانت الوحدة المسؤولة عن العملية هي فوج المشاة 47 الأمريكي، واختير صباح الـ8 من نوفمبر/تشرين الثاني 1942 موعداً لها، قامت الولايات المتحدة الاميركية بالهبوط بإنزال برمائي، وبالتزامن مع هبوط القوات الإنجليزية-أمريكية في مرسى الكبير بوهران، أعطى الجنرال أيزنهاور الضوء الأخضر لفوج المشاة 47 الأمريكي، للإنزال في ميناء آسفي من أجل دعم عملية الشعلة، وإنهاء سيطرة حكومة فيشي على المغرب، وتأمين رؤوس الجسور لفتح جبهة ثانية في مؤخرة القوات الألمانية والإيطالية، التي تقاتل البريطانيين في ليبيا ومصر.
سيطرة القوات البريطانية والامريكية على مدينة آسفي بعد ظهر يوم 8 نوفمبر، لكن المقاومة استمرت حتى 10 نوفمبر.

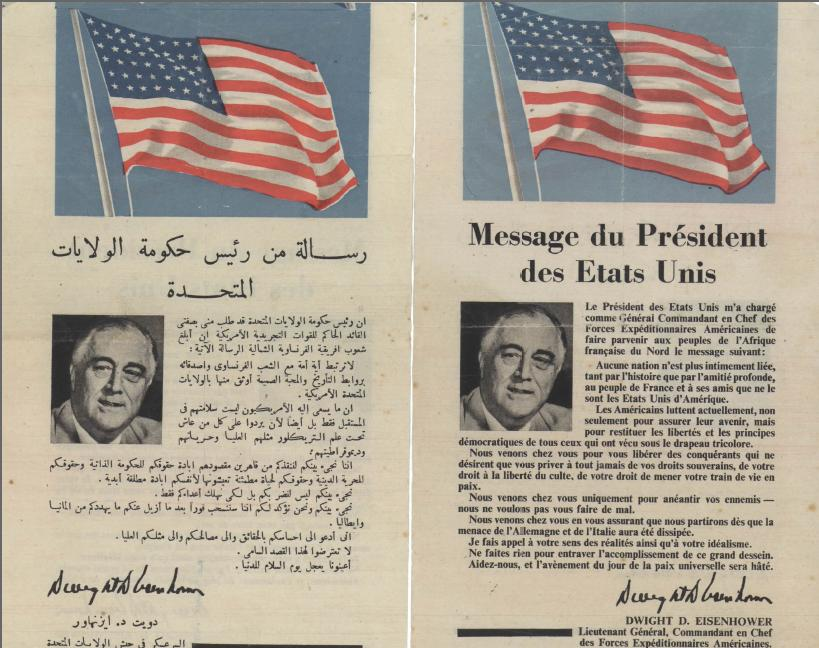
نشرة وزعتها قوات الحلفاء في شوارع الدار البيضاء تطالب المواطنين بالتعاون مع قوات الحلفاء

## روابط خارجية
- 2d ARMORED DIVISION "Hell on Wheels" نسخة محفوظة 7 يناير 2011 على موقع واي باك مشين.
- waratlas.org 17th Armored Engineer Battalion
- ww2db.com Operation Torch -Operation Blackstone
- stamfordhistory.org Operation Torch -Operation Blackstone